# Harlem (Montana)
Harlem é uma cidade localizada no estado americano de Montana, no Condado de Blaine.

## Demografia
Segundo o censo americano de 2000, a sua população era de 848 habitantes.
Em 2006, foi estimada uma população de 804, um decréscimo de 44 (-5.2%).

## Geografia
De acordo com o United States Census Bureau tem uma área de
1,1 km², dos quais 1,1 km² cobertos por terra e 0,0 km² cobertos por água. Harlem localiza-se a aproximadamente 721 m acima do nível do mar.

## Localidades na vizinhança
O diagrama seguinte representa as localidades num raio de 60 km ao redor de Harlem.